# NGC 6441
NGC 6441 (również GCL 78 lub ESO 393-SC34) – gromada kulista znajdująca się w gwiazdozbiorze Skorpiona w odległości 37,8 tys. lat świetlnych od Słońca i 12,7 tys. lat świetlnych od centrum Galaktyki. Została odkryta 13 maja 1826 roku przez Jamesa Dunlopa.
W gromadzie NGC 6441 w 1997 roku George H. Jacoby i L. Kellar Fullton odkryli mgławicę planetarną JaFu 2.